# Benson, Minnesota
Benson är administrativ huvudort i Swift County i delstaten Minnesota. Orten har fått sitt namn efter affärsmannen Ben E. Benson. Enligt 2020 års folkräkning hade Benson 3 480 invånare.

## Kända personer från Benson
- Mark Kennedy, politiker